# アヴィアドヴィガーテリ
株式公開会社「アヴィアドヴィガーテリ」 (ロシア語:ОАО «Авиадвигатель»オアオー・アヴィアドヴィガーチェリ 欧文表記:Aviadvigatel) は、ロシア連邦の航空用エンジン・タービンエンジン一般の設計企業である。
ソ連時代の1939年に創設されたアルカーディ・ドミトリービッチ・シュベツォフのペルミ設計局（OKB-19、非公式にシュベツォフ設計局）の流れをくみ、シュベツォフの死後パヴェル・アレクサンドロヴィッチ・ソロヴィヨーフがソ連航空産業大臣令により設計局を率いた。このことからこの時代のペルミ設計局のことをソロヴィヨーフ設計局（日本語文献では「ソロビエフ」や「ソロヴィヨフ」とも）とすることもある。ソロヴィヨーフの特筆すべきエンジンにD-25ターボシャフトやD-20やD-30ターボファンがある。
1989年から2001年6月まで小休止したのち、ユーリ・E・レシェニコフが企業を率い、その後企業形態をジョイント・ストック・カンパニーに変え、市場経済への移行が困難な時期に新しいビジネスの方向性をマスターした。後に名称はアヴィアドヴィガーテリと改名された。なお改名後月刊エアライン等の日本の航空関連雑誌においては、「アビアドビガテル」と表記されることが多い。
2008年現在の経営責任者はアレクサンドル・イノゼムツェフ主任技師。現在はペルミ・エンジン工場 などとともにペルミ・エンジン製造複合を形成している。
設計されたエンジンは主に関連するペルミ・エンジン工場とルイビンスクモーターズ(今日のNPO サトゥールン)の2つの工場で生産された。

## 現在の製造品目
- D-20P ターボファン：Tu-124.
- D-25V ターボシャフト： Mi-6、Mi-10.
- D-30 ターボファン：Tu-134A-3/A-5/B
- D-30F6 ターボファン：MiG-31.
- D-30KP ターボファン：Il-62M、Il-76MD/TD、A-40、A-50、Tu-154
- TV2-117A ターボシャフト：Mi-8, Mi-171.
- PS-90 ターボファン:Il-76MD-90/TD-90、Il-96-300/-400/T、Tu-204、Tu-214シリーズ
- PD-14 : MS-21、Il-214